# ISIS-chan

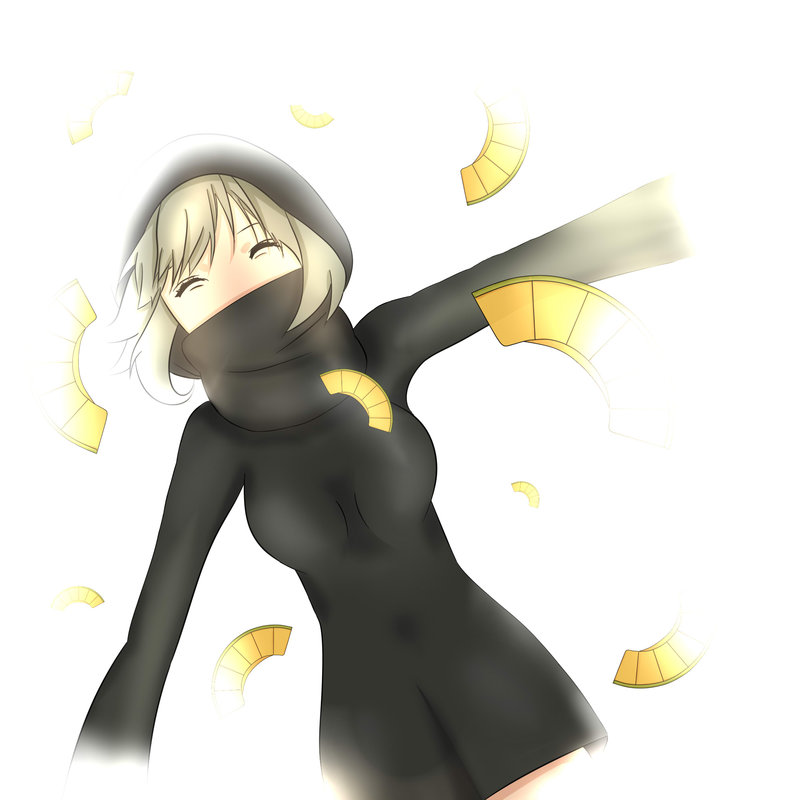
ISIS-Chan según Ellie Smiley.

ISIS-chan (ISISちゃん -アイシスちゃん- -aishisuchan-?) es un personaje ficticio dibujado como una chica de estilo “moe” propuesto en 2015 desde una web japonesa como reacción al apresamiento de japoneses por parte del grupo terrorista ISIS. ISIS-chan está regida por unas directrices fijas. Debe ser anti-ISIS pero no anti-islam.

## Circunstancias
ISIS-chan surgió en enero de 2015 al conocerse el caso de apresamiento de dos ciudadanos japoneses que habían sido tomados como rehenes por parte del grupo yihadista ISIS. Debido a ello, desde la web japonesa 2channel se alentó a entorpecer la propaganda de ISIS.
En aquel momento, por las redes sociales, se extendió una competición de imágenes manipuladas con programas de retoque representando a los secuestradores en distintos anime y otros elementos. Decenas de miles de imágenes eran publicadas en los días de mayor afluencia.

## Método y resultados
Los mensajes de ISIS eran interceptados al sustituirlos por dibujos de una chica adorable, posicionándose en puestos más altos en las búsquedas, utilizando la técnica conocida como Google Bombing. De este modo, no se devolvía propaganda extremista al buscar ISIS en internet; sepultándola completamente al dirigir en vez a sitios con dibujos de esta chica guapa conocida como ISIS-chan. Además, el atractivo personaje frustra el objetivo de ISIS de aterrorizar y deja al grupo en ridículo.
El movimiento que ha creado ISIS-chan se une a la oposición que ya ejercían países como Estados Unidos o Reino Unido contra la captación de nuevos miembros de ISIS a través de redes sociales.
ISIS-chan no procede únicamente de Japón. Aficionados al manga o anime japonés de Europa, América, Asia y Oriente Medio difunden el personaje por todo el mundo.
En julio de 2015, directivos de Google hicieron saber que la propaganda de ISIS se detenía debido al incremento de mensajes antipropagandísticos. Sobre esta declaración, un reportero de la revista Fortune, Jeff John Roberts, sugirió la implicación de ISIS-chan en esas contramedidas propagandísticas. Hasta julio de 2015, se llegaron a publicar 3000 imágenes diferentes de ISIS-chan desde todo el mundo, involucrándose noventa mil personas en la campaña de difusión. Las imágenes aumentaron en miles al volverse popular este estilo de comunicación anti-ISIS.
Cuando Anonymous elaboró una lista de lo que parecían ser más de 750 cuentas de Twitter afines a ISIS, se envió gran cantidad de imágenes de ISIS-chan y similares contra esas cuentas. Así se interfirió su propaganda hasta que finalmente fueron suspendidas. Y se logró el objetivo de que abandonaran su actividad. Además, Anonymous ayudó a difundir la creación de ISIS-chan por las redes sociales al emplearla para hacer que los resultados del buscador Google se vuelvan absurdos ante cadenas como "ISIS", "ISIL", "Islamic state", o "Daesh".
Al informar la BBC o la CNN de las actividades anti-ISIS que se realizaron con ISIS-chan, otros medios le siguieron dando cobertura. Incluso el portal de noticias de Oriente Medio, Al Bawaba, presentó el caso en que los hacktivistas usaron cuentas en Twitter con ISIS-chan interfiriendo la propaganda de ISIS sustituyéndola con el anime simpático ante búsquedas del grupo radical. La BBC también informó sobre el caso de Anonymous y Kenji Andō, un ciudadano de la red japonés, que revitalizó el proyecto "Bot de bombardeo ISIS-chan" (「ISISchan 爆撃bot」 -ISIS-chan bakugeki bot-?) para seguir expandiendo el movimiento anti-ISIS.

## Diseño
- Chica de 19 años.[1][2][9]
- Ojos verdes.[1][2][9][5]
- Pelo verde.[5]

ISIS-chan es representada en muchas ocasiones llevando tajadas de melón con un cuchillo.

- Cubierta con traje corto negro como el que visten los yihadistas. (Una parte con burka de mujer. Vestirla como hombre es incorrecto).[1][9][5][10][16][20] "A skimpy black jihadi outfit".[2]
- Detesta la violencia.[16]
- Su mayor predilección es el melón.[1][9][10]
- En las manos tiene un melón y un cuchillo para comerlo.[2][1][9]
- Puede tener un cuchillo de combate, pero solo lo usa para cortar melón.[5] (El gesto pretende enseñar a “esta desorientada gente de ISIS” para qué se emplean efectivamente los cuchillos.[5])
- Su misión es detener al ISIS y lograr tantos melones como sea capaz de reunir.[6]

## Directrices
Está establecido un procedimiento que debe seguirse al dibujar a ISIS-chan. Las normas principales se muestran a continuación.
- No cometer ofensas religiosas contra el islam.[1][6][9][15]
- No emplear el Corán, Alá, o Muhammad.[6][9][15]
- No olvidar el respeto hacia los rehenes.[1][6][9]
- Están prohibidos los temas sangrientos.[1][6][9][15]
- Están prohibidas las situaciones pornográficas.[1][6][9][15]